# ヘマ・ウパディヤイ
ヘマ・ウパディヤイ（Hema Upadhyay, 1972年 - 2015年12月11日）は、ムンバイを中心に活動したインドの芸術家。1998年から作品を発表し、写真や彫刻インスタレーションで知られたが、2015年に亡くなった。

## 来歴
グジャラート州のヴァドーダラー生まれ。生誕時の名字は Hirani であった。将来の夫となる芸術家仲間の Chintan Upadhyay とは1992年に出会った。二人は1998に結婚し、ムンバイに居を定めた。2010年に離婚手続きを行うまで、二人は多くの展示品で共同制作をした。公式に離婚が成立したのは2014年のことである。Chintan はデリーに引っ越し、ヘマは、それまで二人で住んでいた Juhu-Tara road に面したアパートに住んだ。

## 初期の作品
ヘマは2001年に「甘い甘い思い出」と題した初の個人展示を現在、Chemould Prescott road にあるギャラリー・チェムールドで開いた。展示は紙細工を複数のメディアでミクスチュアしたものであった。彼女は、これらの作品に自分で撮った写真を組み入れて、1998年にムンバイへ引っ越してきたときの移住体験で考えたことを表現した。ヘマの作品には写真で撮ったセルフ・ポートレートを小さくコラージュしたものが含まれることを特徴としている。

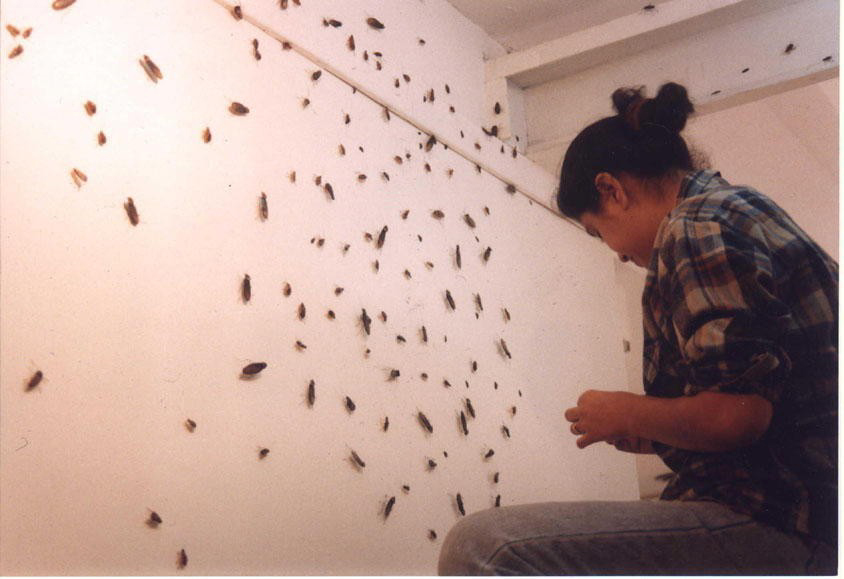
The Nymph and the Adult, Installation, 2001, Artspace, Sydney, Australia
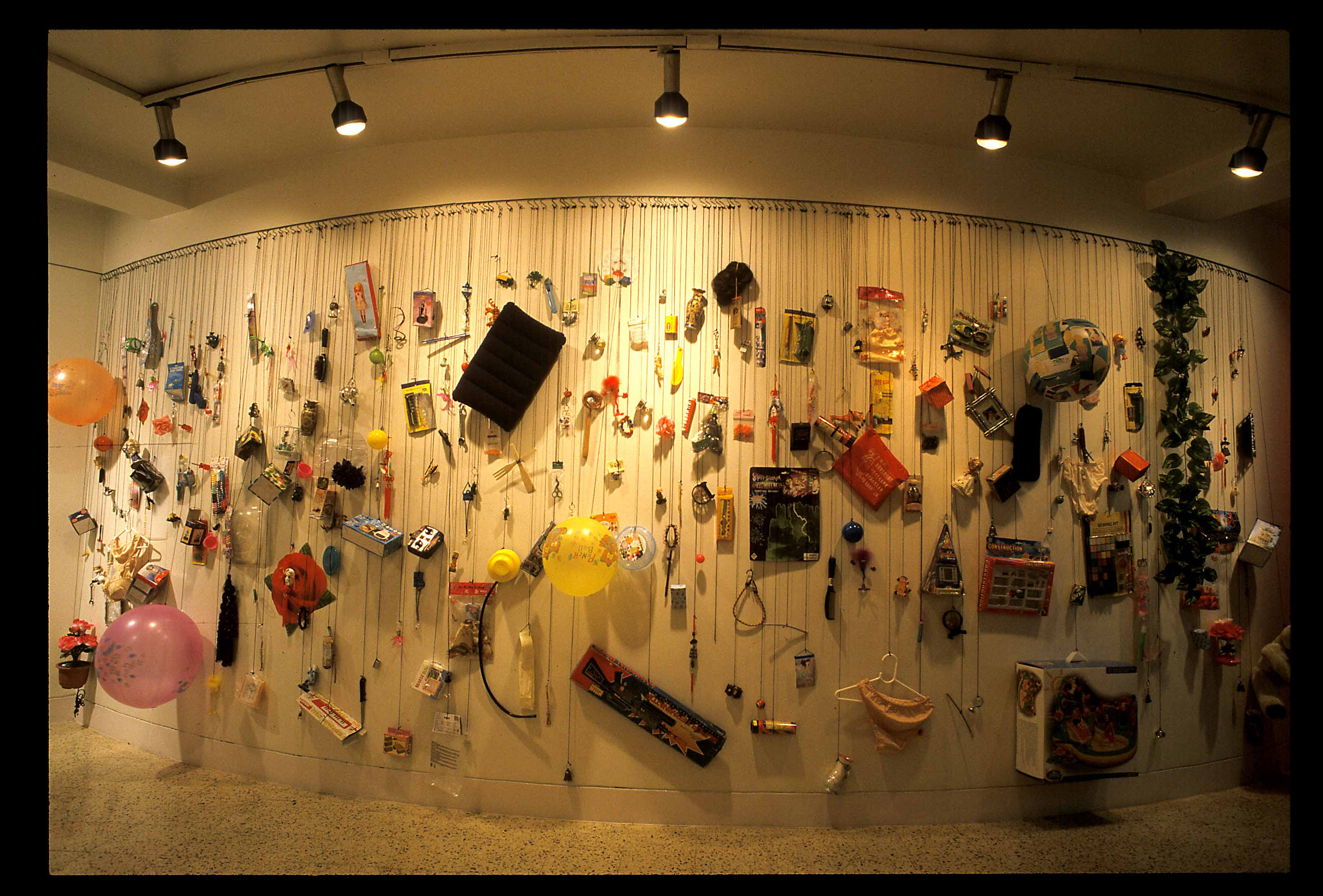
Made in China, Collaborative installation, 2003, Gallery Chemould, Mumbai, India

2001年にはオーストラリア、シドニーのアートスペースとブリズベンの現代美術館で、初の国際個人展を開いた。このときの展示は「ニンフと成人」という題で、2000匹のゴキブリを生きているかのように手作りで彫刻し、ギャラリーにこれらが棲み付かれているかのように表現した。作品には、見る者に、戦争がもたらす帰結について考えさせる意図があった。同作は、第10回ニューデリー・トリエンナーレでも展示された。
2003年には「メイド・イン・チャイナ」と題した共同制作を行い、大量消費社会化とグローバリゼーション、そしてこれがもたらすアイデンティティーの喪失について語った。続いて2006年には自身の母親と共同制作した「母（ Mum-my ）」をシカゴ文化センターで発表した。

## 美術館展示
2004年以降、以下に挙げるような美術館におけるさまざま展示品群の中に、ヘマ・ウパディヤイのインスタレーションを見るようになった。 the Ullens Center for Contemporary Art Beijing, China; National Portrait Gallery Canberra, Australia; Centre Pompidou, Paris, France; Museum on the Seam, Jerusalem, Israel; MACRO museum, Rome, Italy; IVAM, Valencia, Spain; Mart Museum, Italy; Mori Art Museum, Tokyo, Japan; Hanger Bicocca, Milan, Italy; Chicago Cultural Centre, Chicago, USA; Ecole Nationale Superieure des Beaux Arts, Paris, France; Fukuoka Asian Art Museum, Fukuoka, Japan; Japan Foundation, Tokyo and the Henie Onstad Kunssenter, Oslo, Norway.

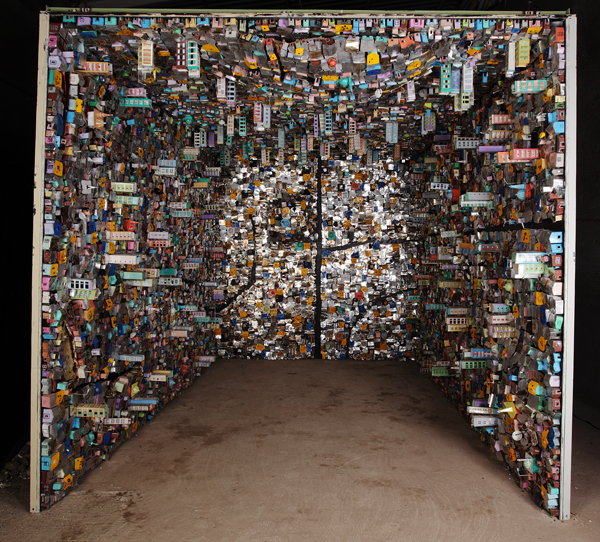
8' x 12', 2009, installation, Indian Highway
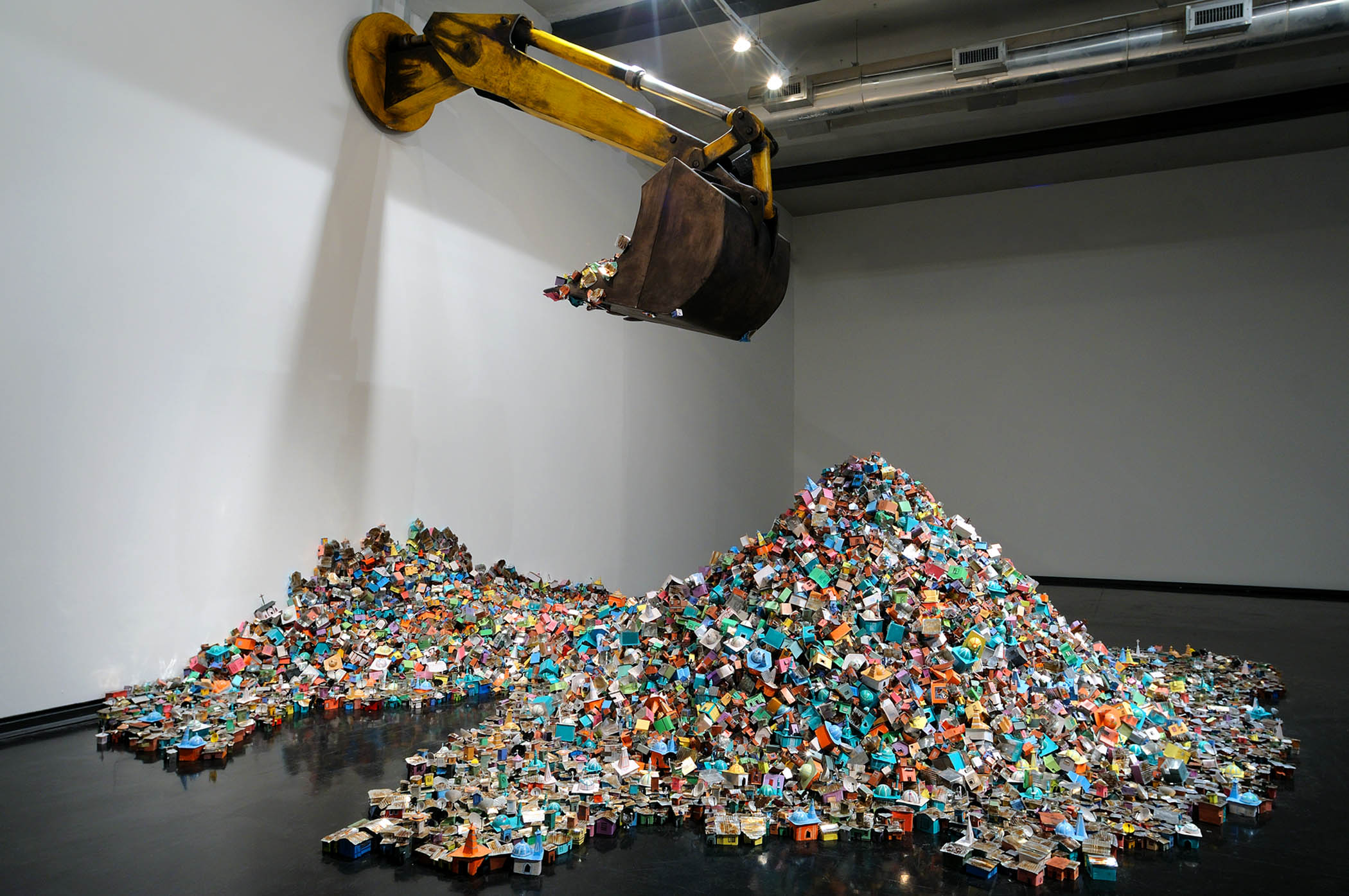
Where the bees suck, there suck I, 2009, MACRO Museum, Rome, Italy
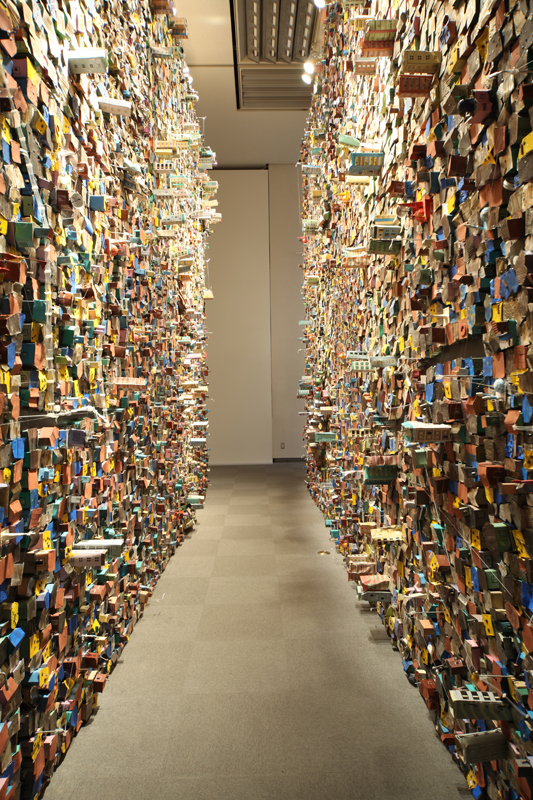
Think left, think right, think low, think tight, 2010, Aichi Triennial, Nagoya, Japan & Centre Pompidou, Paris, France, 2011

ヘマは、ローマの MACRO museum が改装を終えた際の開館時に展示された唯一のインドの芸術家となった。Luca Massimi Barbero Hema がキュレーションを行い、ヘマのインスタレーション「ハチが吸ったところを私も吸う」を展示した。

## レジデンシーとワークショップ
2010年にヘマは、フランスのサシェにあるアトリエ・カルダーに、アーティスト・イン・レジデンスにならないかと誘われた。彼女はそのときそこで、「防腐剤があるのは思い出だけ」という作品を完成させたところだった。この作品はサシェを取り巻く自然に触発されたものであるが、ヘマがずっと取り組んできたアイデアを反映させたものでもあった。彼女はスタジオの中に森を再現しようとしたが、これは文字通りの意味ではなく、この地区で見つけたある木々の著作権フリーの写真を使って、自然由来の素材を一切使わないで風景を作り上げた。
2003年にヘマは、カラーチーにある Vasl にて住み込み制作を行い、Loco foco motto と題した作品を作った。本作はインドとパキスタンの分離独立に関連した彼女の家族の歴史を念頭に、インドとパキスタンの間にある溝について語るものであった。そして本作は、彼女のそれまでのトレードマークであった象徴主義との決別を示す作品ともなった。ヘマはマッチ棒を繋ぎ合わせてシャンデリアを作り、それまでより一層、物を作ることに主眼を置くようになった。精緻なシャンデリアを構成する数千もの火のついていないマッチ棒は、ヒンドゥー教の祭祀（アグニ）において重要な要素の具現化であり、破壊と創造の象徴であった。
その後の作品としては、「キリング・サイト」と題された、インドのスピリチュアルな美術やテキスタイルからの引用で表面を埋め尽くした作品や、「希望を夢見る－夢を希望する」 Dream a wish-wish a dream (2006) という、彼女がこれまで作ってきた中で初めての大規模なインスタレーションがある。この作品は、見た目は単なるムンバイの景観のように見えるが、実際には、ムンバイを作る移民たちによってムンバイの景観が変化しているのだということを示そうとしたものである。

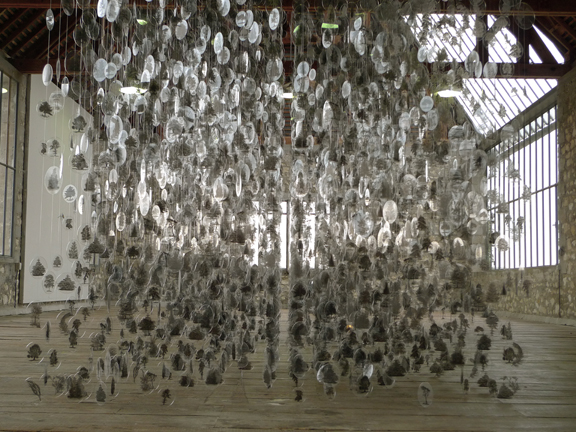
Only Memory has Preservatives, 2010, Atelier Calder, Sache, France
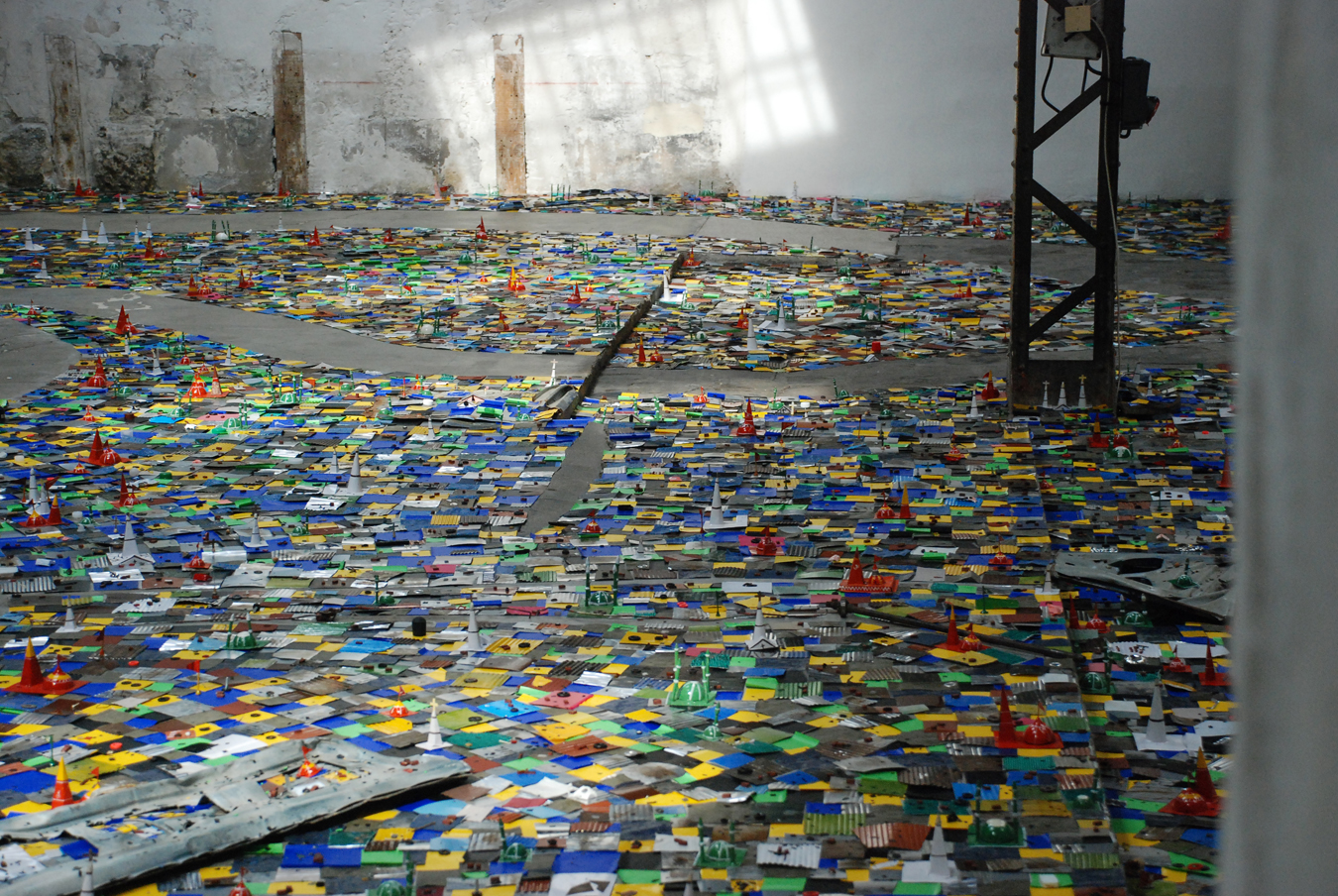
Moderniznation, 2011, Espace Topographie de l'Art, Festival D' Automne a Paris, Paris, France
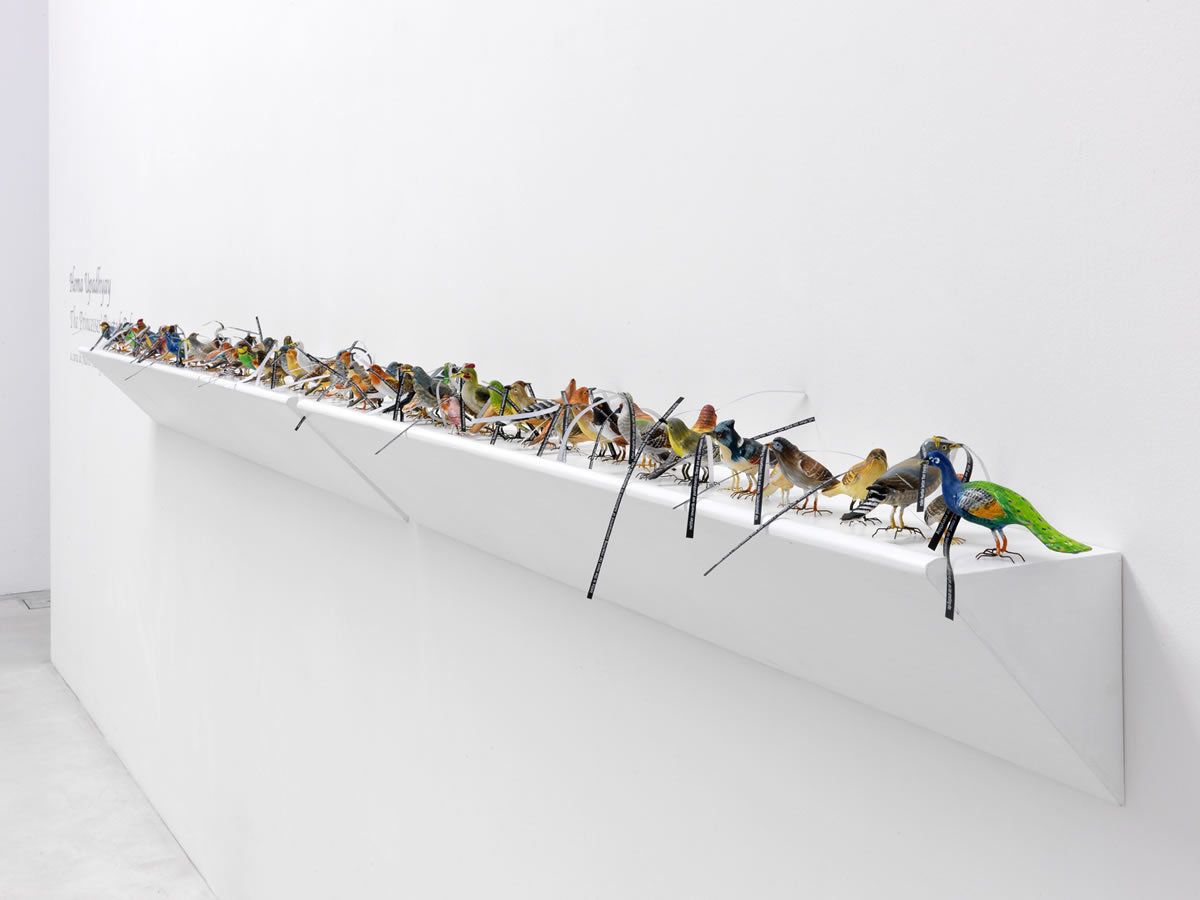
The Princesses' Rusted Belt, 250 handmade clay birds, iron wire, acrylic, watercolours, cotton thread and text on printing paper, dimensions variable, 2011, Studio La Citta, Verona, Italy
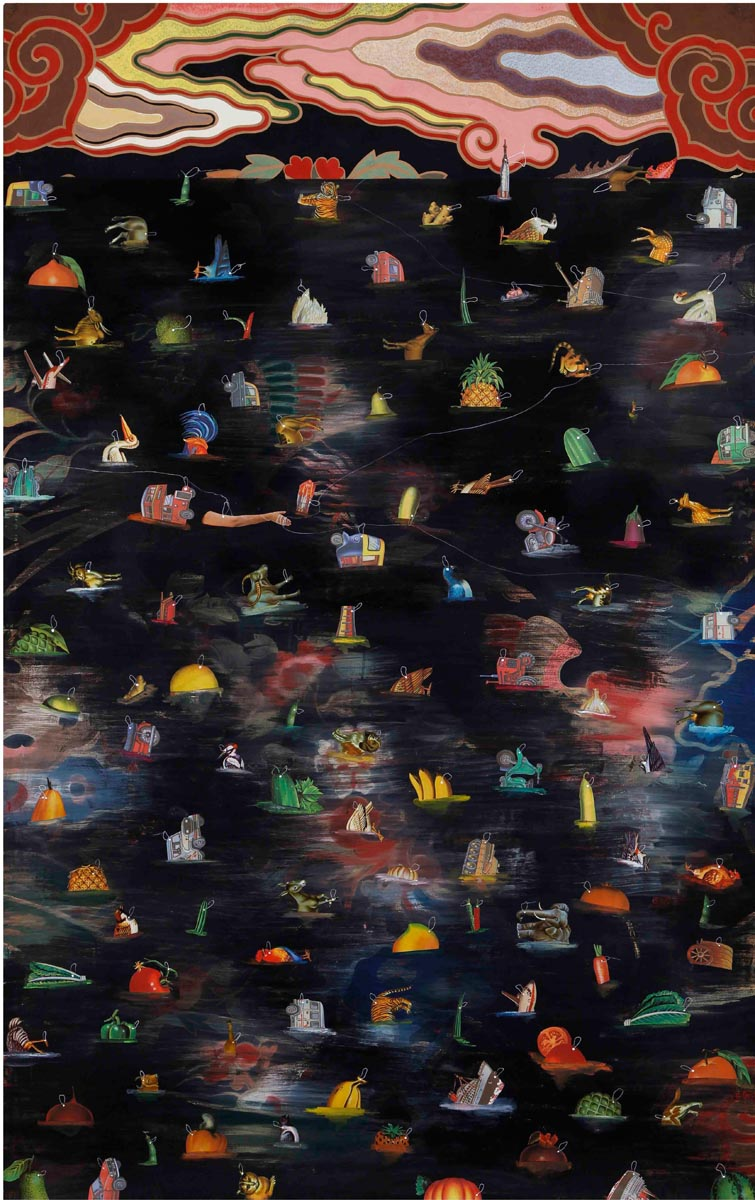
The Princesses' Rusted Belt, Mixed media on arches paper, 72 x 48 in, 2011, Studio La Citta, Verona, Italy
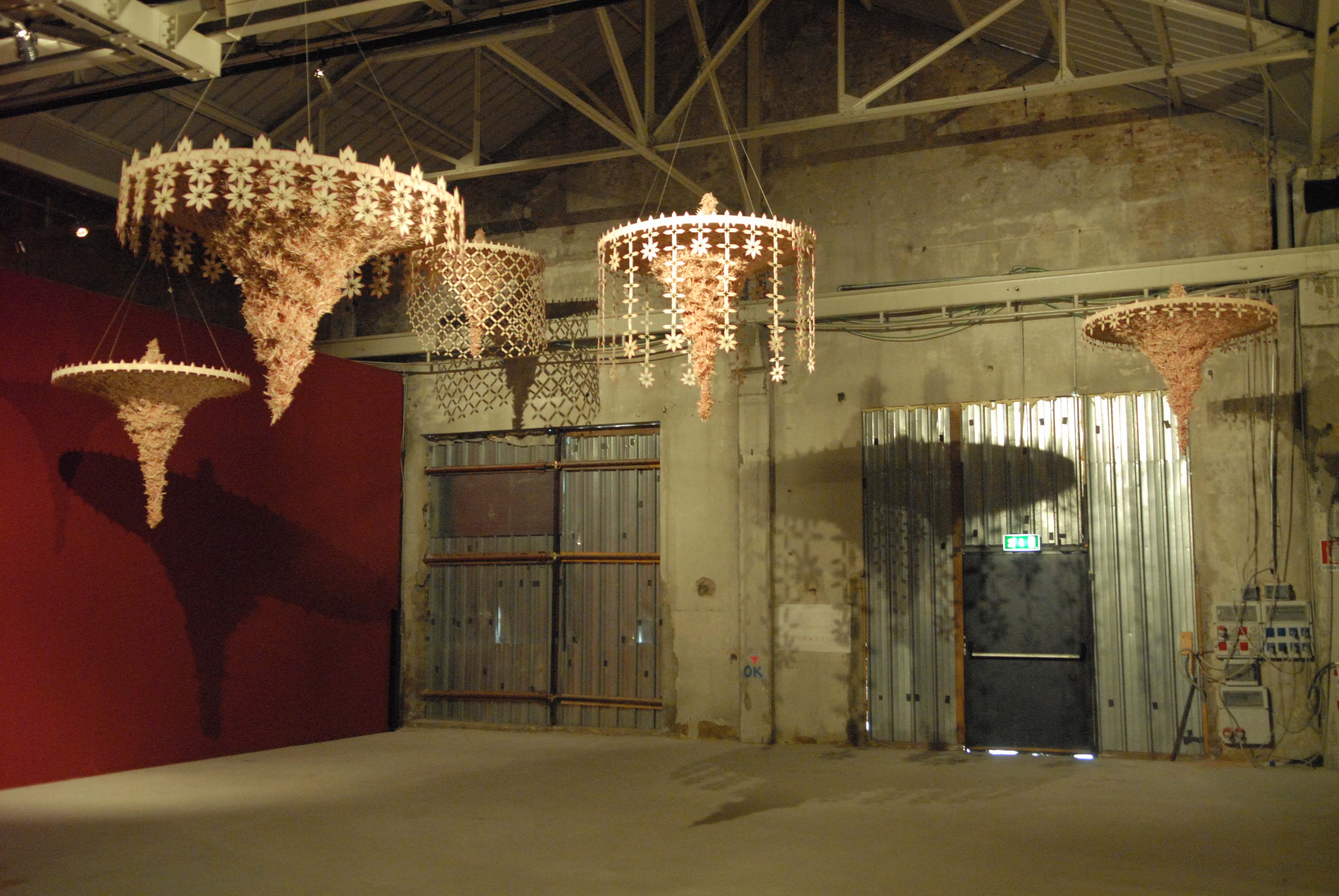
Loco foco motto, 2007, Hanger Bicocca, Milan, Italy
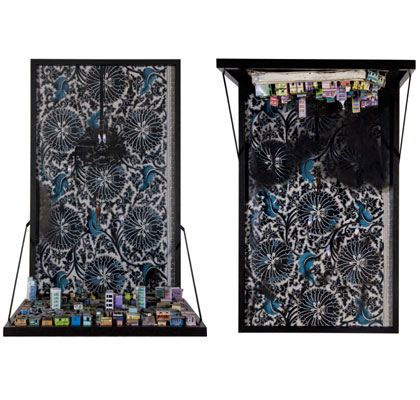
Killing Site, 2008, Studio La Citta, Verona, Italy
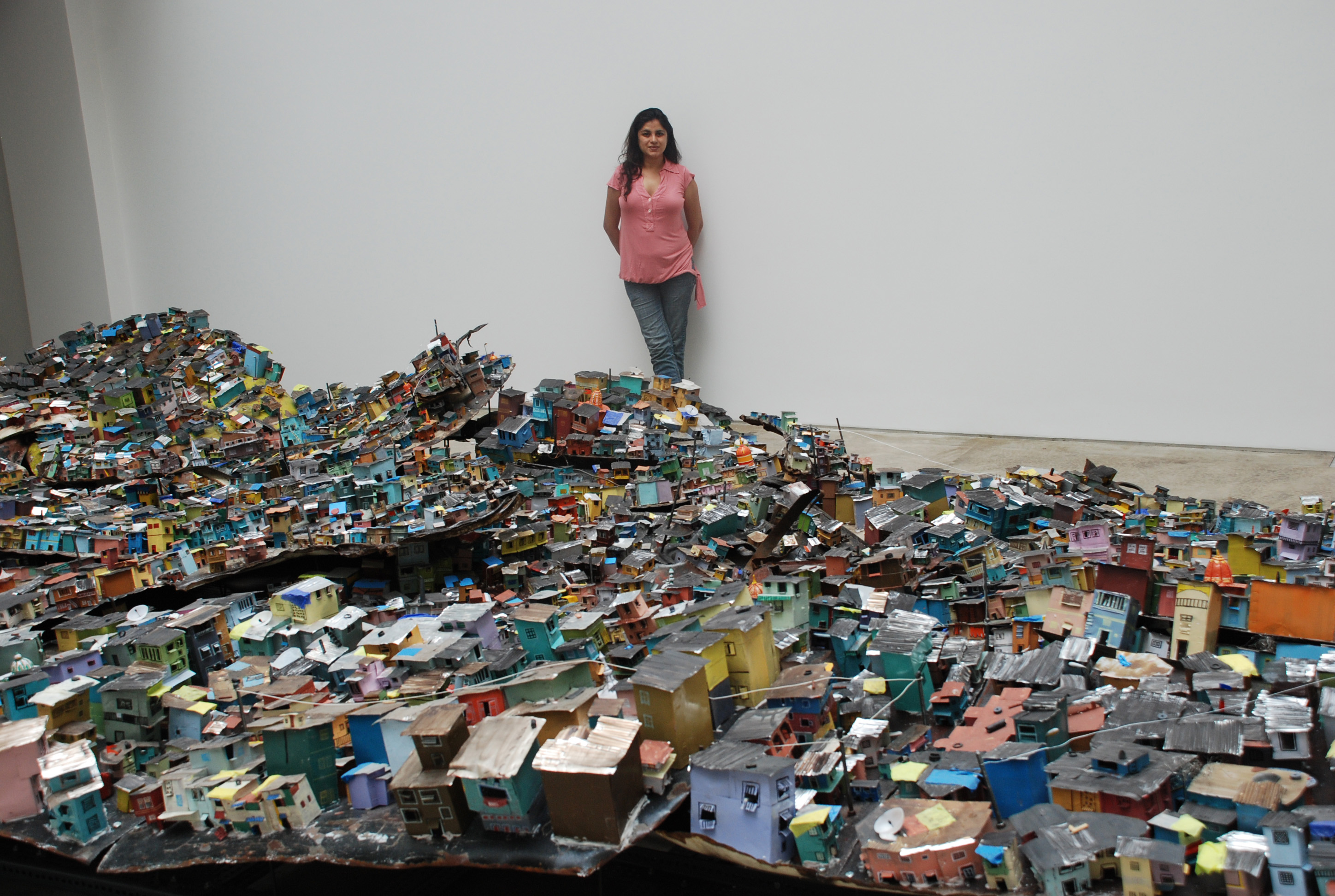
Dream a wish-wish a dream, 2006

## 個人としての代表作
- 2012 Extra Ordinary, Faculty of Fine Arts Baroda, and Vadehra Art Gallery, New Delhi
- 2012 Mute Migration, Art Gallery of New South Wales, Sydney, Australia
- 2011–12 Princesses Rusted Belt, Studio La Citta, Verona Italy (Ex Cat)
- 2011 Moderniznation, Espace Topographie de l'Art, Festival D' Automne a Paris, Paris
- 2009  Where the bees suck, there suck I, Reopening of MACRO museum, Rome Italy
- 2008–09 Yours Sincerely, Gallery Nature Morte, New Delhi
- 2008  Universe revolves on, Singapore Tyler Print Institute, Singapore (Ex. Cat)
- 2004  Underneath, Gallery Chemould, Bombay (Ex. Cat)
- 2001–02  The Nymph and the Adult, Institute of Modern Art, Brisbane (Ex. Cat)
- 2001  Sweet Sweat Memories, Gallery Chemould, Bombay (Ex. Cat)
- 2001  The Nymph and the Adult, Art Space, Sydney

## アーティスト・イン・レジデンスとしての作品
- 2010 Atelier Calder, Sache, France
- 2008 Singapore Tyler Print Institute, Singapore
- 2007 Mattress Factory, Pittsburgh, USA
- 2003 Vasl International Artists Residency, Karachi
- 2001 Art Space, Sydney

## 死去
ヘマ・ウパディヤイと彼女の弁護士 Haresh Bhambani が2015年12月11日金曜日に、金銭的なトラブルにより、殺害されたと報道された。